# ترلیتسی
ترلیتسی (به ایتالیایی: Terlizzi) یک کومونه در ایتالیا است که در استان باری واقع شده‌است.

## خصوصیات
ترلیتسی ۶۸٫۳۰ کیلومترمربع مساحت و ۲۷٬۴۰۴ نفر جمعیت دارد و ۱۹۱ متر بالاتر از سطح دریا واقع شده‌است.

## خواهرخوانده
شهر سستو سان جووانی خواهرخواندهٔ ترلیتسی هست.